# Andrew Snowden
Andrew James Snowden (né en octobre 1984) est un homme politique du Parti conservateur britannique élu député de Fylde aux élections générales de 2024. Il est auparavant commissaire de police et de criminalité du Lancashire de 2021 à 2024.

## Jeunesse et éducation
Snowden est né à Bolton et vit à Chorley. Il est titulaire d'un diplôme en histoire militaire et internationale contemporaine (2008) de l'Université de Salford, où il est président du syndicat étudiant en 2006-2007 et 2007-2008. Il revient à l'université en 2013 pour occuper le poste de chef du bureau du vice-chancelier et devient en 2018 directeur associé des relations extérieures.

## Carrière politique
Snowden est élu commissaire de police et de la criminalité du Lancashire lors des élections du 6 mai 2021. Il obtient 181 314 voix (51,3 %) au total, battant le sortant, le travailliste Clive Grunshaw. Il est battu le 2 mai 2024 par Clive Grunshaw, qui retrouve son poste.
Il est auparavant membre du Conseil du comté de Lancashire représentant Hoghton avec le quartier de Wheelton dans l'arrondissement de Chorley.
En juin 2024, Snowden est choisi comme candidat conservateur pour Fylde pour les élections générales du 4 juillet 2024. La circonscription est détenue par le Parti conservateur depuis sa création en 1918. Il est élu député de Fylde avec une majorité de 561 voix,.